# Census Area di Petersburg
La Census Area di Petersburg, in inglese Petersburg Census Area, era una census area dello stato dell'Alaska, negli Stati Uniti, parte dell'Unorganized Borough. La popolazione al censimento del 2000 era di 6.684 abitanti. La census area ha cessato di esistere il 3 gennaio 2013 ed è diventato un Borough.

## Geografia
La census area si trova nella parte sud-orientale dello stato. Lo United States Census Bureau certifica che la sua estensione è di 23.365 km², di cui 8.252 km² coperti da acque interne.

### Suddivisioni confinanti
- Sitka City and Borough - nord-ovest
- Census Area di Hoonah-Angoon - nord
- Census Area di Prince of Wales-Hyder - sud
- Distretto Regionale di Kitimat-Stikine, Columbia Britannica - est

## Centri abitati
Nella Census Area di Petersburg vi sono 4 comuni (city).

### Comuni
- Kake
- Kupreanof
- Petersburg
- Port Alexander